# Idrissa Seck
Pour les articles homonymes, voir Seck.
Idrissa Seck (), est un homme d'État sénégalais, né le 9 août 1959 à Thiès, Premier ministre de 2002 à 2004, maire de Thiès de 2002 à 2014 et président du Conseil économique, social et environnemental de 2020 à 2023.
Il participe à quatre élections présidentielles (2007, 2012, 2019 et 2024) et se classe à deux reprises en deuxième position (2007 et 2019).

## Formation
Idrissa Seck est né à Thiès le 9 août 1959 de Assane Seck et Fatou Seck, née Diop.
Après avoir fait ses classes à l’école coranique, Idrissa Seck intègre l’école Randoulène Sud 2 de Thiès où il effectue son cycle primaire puis le collège Saint-Gabriel de Thiès pour son cycle secondaire, sanctionné par le baccalauréat en 1981.
Boursier, il intègre la classe préparatoire à l'École des hautes études commerciales de Paris (HEC) du lycée Marcelin-Berthelot de Saint-Maur-des-Fossés en France puis en 1983, Sciences Po, en section « Économie et Finance »,.
En 1989, il bénéficie du programme de bourses Parvin Fellowship de l'université de Princeton. À Princeton, il est étudiant à la Woodrow Wilson School of Public and International Affairs (en).

## Carrière professionnelle
Idrissa Seck est le fondateur du cabinet de conseil GDP INITIATIVES (Global Development for Peace) et de ÉPI SA (Epistemon International), une institution d'éducation et de santé.

## Carrière politique

### 1988: directeur de campagne du candidat à la présidentielle Abdoulaye Wade
En 1988, Idrissa Seck est nommé directeur de la campagne présidentielle d'Abdoulaye Wade, candidat du Parti démocratique sénégalais, cofondé par son oncle Alioune Badara Niang. Le résultat de l'élection présidentielle donnant Abdou Diouf vainqueur au premier tour est contesté et de nombreuses violences sont constatées au Sénégal. Idrissa Seck et d'autres militants de l'opposition sont brièvement incarcérés.
À la suite de l'élection présidentielle de 1988, Idrissa Seck interrompt jusqu'en 1995 sa carrière politique pour se consacrer à ses études à l'université de Princeton et à sa carrière professionnelle notamment en tant qu'auditeur dans le cabinet PricewaterhouseCoopers. Il expliquera cette longue parenthèse par sa volonté d'acquérir le savoir et l'indépendance financière afin de conserver sa liberté dans ses activités politiques.

### 1995: ministre du Commerce, de l'Artisanat et de l'Industrialisation
L'année 1995 marque le retour d'Idrissa Seck au devant de la scène politique. Il entre dans le gouvernement d'union nationale Thiam 3 pour le compte du PDS comme Ministre du Commerce, de l'Artisanat et de l'Industrialisation. Il côtoie dans ce gouvernement ses camarades de parti Abdoulaye Wade, Ousmane Ngom, Aminata Tall et Massokhna Kane,.

### 2000: ministre d'État, directeur de cabinet du président de la République
En 2000, Idrissa Seck est, comme en 1988, directeur de la campagne présidentielle d'Abdoulaye Wade. Wade est élu président et Seck est nommé ministre d'État, directeur de cabinet du président de la République du Sénégal. Il occupe cette position jusqu'au 3 novembre 2002 avec sa nomination au poste de Premier ministre en remplacement de Mame Madior Boye, limogée à la suite du scandale du naufrage du bateau Joola.

### 2002-2004: Premier ministre de la république du Sénégal
Le 3 février 2003, il décline dans sa déclaration de politique générale ses ambitions priorisant le social et l'accès pour toutes les populations aux services de base, eau, électricité, santé et éducation.
Son passage à la primature se résume par de bons résultats économiques avec des taux de croissance record pour l'époque du PIB de 6,68 % et 5,87 % en 2003 et 2004.
Ses relations avec le président Abdoulaye Wade étaient jusque-là excellentes, ce dernier parlant d'Idrissa Seck en ces termes : « Il connaît ma pensée. Je n’ai pas besoin de fournir de grandes explications pour qu’il comprenne ce que je veux dire. Je lui fais confiance, c’est mon fils ». Cependant, les relations entre les deux hommes se dégradent très vite. Rapidement, plusieurs organes de presse évoquent un « coup d'État rampant » en supposant la volonté d'Idrissa Seck de vouloir écarter le président Wade pour pouvoir lui succéder après les élections de 2007. Idrissa Seck quant à lui accuse cette presse d'être manipulée dans l'objectif de l'écarter pour promouvoir l'ascension du fils du président Wade, Karim Wade. Plus tard Idrissa Seck accuse nommément le ministre de l'Intérieur de l'époque, Macky Sall, d'être l'une des pièces maîtresses de ce qu'il qualifie de complot.
Les relations entre Abdoulaye Wade et Idrissa Seck devenant de plus en plus mauvaises ce dernier est limogé de ses fonctions de Premier ministre le 21 avril 2004 et a pour successeur Macky Sall.

### Disgrâce, affaires des chantiers de Thiès
En juillet 2005, le président Wade reproche à Seck sa gestion des chantiers dits de Thiès : 21 milliards de FCFA (environ 32 millions d'euros) auraient été dépensés dans des travaux « non autorisés ». Wade transmet à la justice un rapport de l'Inspection générale de l'État, réalisé à sa demande, qui précise les accusations. Dans ce cadre, Seck se rend, le 15 juillet, à une convocation de la police. Seck est ensuite placé en garde à vue puis inculpé d'« atteinte à la sûreté de l'État » pour des faits non mentionnés et incarcéré à la prison centrale de Dakar, le 23 juillet 2005,,,,. Le premier ministre Macky Sall rend public le rapport de l'Inspection générale de l'État qui accuse Idrissa Seck, les deux principales accusations sont le dépassement du budget d'un chantier à Thiès et l'attribution d'un marché sans en avoir le droit. La presse pro-gouvernementale parle de « détournement de fonds, escroquerie, faux et usage de faux » de sa part.
Le 31 juillet 2005, la majorité parlementaire vote la mise en accusation de Seck, ainsi que celle du ministre de l'Habitat, Salif Bâ, devant la Haute Cour de justice pour « graves irrégularités dans le processus de conclusion de marchés publics ». La mise en accusation obtient 69 voix sur 120 avec 35 députés votant contre. Cependant le résultat du vote est contesté par certains qui soutiennent que ladite résolution n'a pas obtenu le nombre de voix nécessaire à son adoption (il aurait fallu au moins 72 voix, soit les trois-cinquièmes requis par l'article 101 de la constitution au lieu des 69 obtenus).
Début août, Seck et plusieurs de ses proches sont exclus du PDS pour « activités fractionnelles ». Le gouvernement est remanié pour exclure d'autres proches de Seck.
Idrissa Seck bénéficie, au début de l'année 2006, tour à tour d'un non-lieu pour l'accusation d'atteinte à la sûreté de l'État ainsi que sur le dossier des chantiers de Thiès : il est libéré discrètement le 7 février 2006 après 199 jours de prison, quelques minutes avant le coup d'envoi du match de la 25e Coupe d'Afrique des Nations opposant le Sénégal à l'Égypte, afin d'éviter un rassemblement populaire.

### Élection présidentielle de 2007
Le 4 avril 2006, Seck annonce sa candidature à l'élection présidentielle de 2007, contre le président Wade. Il est le chef du parti Rewmi.
Le 22 janvier 2007, après une audience de quatre heures qu'il accorde à Seck en compagnie de Serigne Abdoul Aziz Sy Junior, porte-parole du Khalife général des Tidjanes de Tivaouane, Abdoulaye Wade annonce le retour de Seck au PDS, ce qui devrait entraîner le retrait de la candidature de Seck pour l'élection présidentielle de février. Seck ne confirme, ni ne dément la déclaration de Wade, mais maintient sa candidature à la présidentielle. Seck finit deuxième avec 14,86 % des voix, lors du premier tour, derrière Abdoulaye Wade (55,90 %).

### Élection présidentielle de 2012
L'élection présidentielle de 2012 se déroule dans un contexte politique très tendu. Idrissa Seck qui avait accepté de réintégrer le PDS en 2009 à la faveur « de retrouvailles sincères et non ambiguës » dénonce en tant que membre du comité directeur l'irrecevabilité de la candidature de Wade. Il s'appuie notamment sur l'avis de constitutionnalistes du monde entier dont le professeur français Guy Carcassonne. À la suite de ses déclarations Idrissa Seck est de nouveau exclu du Parti démocratique sénégalais en avril 2011.
Idrissa Seck sous la bannière de son parti politique Rewmi se présente à l'élection présidentielle de 2012. La campagne électorale est viciée par le combat dénonçant l'irrecevabilité de la candidature de Abdoulaye Wade. L'essentiel des candidats importants à la présidentielle limitent leur campagne à la ville de Dakar en signe de protestation à l'exception du candidat Macky Sall qui bien que membre du M23 (le mouvement réunissant les opposants à la candidature de Wade) organise des meetings partout à travers le Sénégal.
À l'issue du premier tour, Idrissa Seck obtient 7 %, victime de sa non-campagne et d'une mauvaise image due à ses relations troubles avec Wade (audience de 2007, réintégration dans le PDS en 2009). Le second tour oppose le président sortant Abdoulaye Wade à Macky Sall.
Idrissa Seck comme tous les candidats du M23 soutient la candidature de Macky Sall. Ce dernier est élu avec 65,8 % des voix pour la seconde alternance démocratique du Sénégal indépendant.

### 2013-2019: leader de Rewmi
À l'issue de l'élection de 2012, le parti Rewmi d'Idrissa Seck qui avait soutenu le candidat Macky Sall au second tour entre dans la mouvance présidentielle dans le cadre de la coalition Benno Bokk Yakaar. C'est ainsi que des cadres de Rewmi sont nommés dans le gouvernement d'Abdoul Mbaye à l'image de Pape Diouf, ministre de la Pêche et des Affaires maritimes et Oumar Guèye, ministre de l'Hydraulique et de l'Assainissement. Le porte-parole de Rewmi Abdourahmane Diouf est également nommé à la direction générale de la Société nationale des eaux du Sénégal.
Cependant, la participation du parti Rewmi à la mouvance présidentielle est de courte durée. En 2013, à la suite de nombreux désaccords avec Macky Sall, Rewmi quitte la mouvance présidentielle. Toutefois la décision ne fait pas l'unanimité au sein du parti, les ministres Pape Diouf et Oumar Guèye décident de rester dans le camp du pouvoir.
À partir de ce moment, Idrissa Seck et son parti Rewmi se muent en opposants au président Sall. Il est de nouveau candidat à l'élection présidentielle en 2019.

### Élection présidentielle de 2019
Idrissa Seck est candidat pour une troisième fois à l'élection présidentielle en 2019. Il est à la tête de la coalition « Idy 2019 », qui regroupe notamment les anciens Premiers ministres Cheikh Hadjibou Soumaré et Abdoul Mbaye, l'ancien président de l'Assemblée nationale Pape Diop, l'ancien maire de Dakar Khalifa Sall et d'anciens ministres tels Mamadou Diop Decroix, Moustapha Mamba Guirassy, Malick Gakou et Cheikh Bamba Dièye.
Il a pour concurrents le président sortant Macky Sall, Ousmane Sonko, Madické Niang et Issa Sall. Avec l'exil de Karim Wade et l'emprisonnement de Khalifa Sall, Seck apparait comme le principal candidat de l'opposition face au président sortant. Macky Sall remporte le scrutin dès le premier tour avec 58,26 % des voix et Idrissa Seck arrive en deuxième position avec 899 556 voix, soit 20,51 %,. Les candidats de l'opposition, dont Idrissa Seck, rejettent les résultats du scrutin mais renoncent à présenter un recours devant le Conseil constitutionnel.
Idrissa Seck échoue ainsi à sa troisième tentative à l'élection présidentielle mais enregistre son meilleur score. Il est notamment sorti premier dans les départements de Thiès et Mbacké.

### 2020: président du Conseil économique, social et environnemental
En 2019, le président Macky Sall initie un grand dialogue national sous la présidence de Famara Ibrahima Sagna, ancien ministre sous le président Abdou Diouf. Depuis l'élection présidentielle, Seck s'abstient de toute déclaration politique, en particulier de critiquer la politique du président Sall, ce qui intrigue les commentateurs politiques,. Le dialogue national débat de la personne à qui doit revenir le statut de chef de l'opposition (prévu dans la constitution de 2016). Plusieurs personnalités politiques revendiquent ce titre, dont Seck.
Le 2 mars 2020, le Sénégal enregistre son premier cas de Covid-19. Le 24 mars 2020, Macky Sall entame une vaste consultation de toutes les forces politiques du pays en vue d'une unité nationale face à la pandémie. Les principaux chefs de l'opposition, dont Idrissa Seck, sont reçus par Sall. Idrissa Seck souscrit pleinement à l'initiative de Sall de création d'un plan d'urgence dénommé Force Covid-19 avec un budget de 1 000 milliards de francs CFA.
Le 1er novembre 2020 Idrissa Seck est nommé, président du Conseil économique, social et environnemental par le président Macky Sall. Il remplace Aminata Touré. Il devient ainsi la quatrième personnalité de l'État puis cinquième après la reconduction de la fonction de Premier ministre en septembre 2022. Cette nomination concrétise ainsi une phase de réchauffement de ses relations avec le président Sall. Il explique « répondre positivement à l'appel du président » pour une « union » afin de faire face aux « défis du moment », et mentionne les crises économiques et sociales nées du Covid 19 ainsi que l'insécurité de la sous-région ouest africaine. Yankhoba Diattara et Aly Saleh Diop, deux membres du Rewmi d'Idrissa Seck entrent au gouvernement respectivement en tant que ministre de l'Économie numérique et des Télécommunications et ministre de l'Élevage et des Productions animales,.
Idrissa Seck démissionne de ses fonctions de président du Conseil économique, social et environnemental le 24 avril 2023 après s'être déclaré candidat à l'élection présidentielle de 2024. Il est remplacé par Abdoulaye Daouda Diallo.

### Élection présidentielle de 2024
En février 2023, au cours d'un conseil présidentiel organisé à Thies, ville natale de Idrissa Seck, ce dernier s'adresse à Macky Sall directement assis à sa droite en ces termes: « Qu'il (Dieu) continue d'apaiser votre cœur, de fortifier votre esprit pour que les choix futurs que vous aurez à faire puissent vous valoir un parachèvement de votre parcours déjà exceptionnel, d'une telle beauté qu'il n'y aura pas d'autres choix que de vous garantir après une longue et heureuse vie auprès des vôtres, une mention honorable sur les langues de la postérité ». Cette prière imagée laisse penser qu'Idrissa Seck tout en saluant le bilan du Président de la République l'invite à ne pas briguer de troisième mandat, Macky Sall ne s'étant toujours pas prononcé sur la question.
En avril 2023, Idrissa Seck annonce sa candidature à l'élection présidentielle de 2024,. Il affirme aussi que le président sortant, Macky Sall, n'a constitutionnellement pas le droit de se représenter. Cette déclaration n'est pas anodine car de nombreux articles et politologues font état de la volonté de Macky Sall de modifier la constitution pour pouvoir briguer un troisième mandat. Enfin, Seck souhaite que l'opposant Ousmane Sonko, puisse être candidat.
Le 21 avril 2023, Idrissa Seck annonce quitter, d'un commun accord avec le chef de l'État, ses fonctions de président du Conseil économique, social et environnemental. Les ministres membres du parti Rewmi, Yankhoba Diattara et Aly Saleh Diop, quittent le gouvernement dans la foulée,.
Idrissa Seck réunit autour de lui la coalition "Idy 2024" avec le soutien de la coalition Dundu de l'ancien directeur général de la Banque islamique du Sénégal, Mouhamadou Madana Kane dont il fait son directeur de campagne,. La campagne du candidat Seck s'articule autour du projet dénommé PACTE qui se détaille par les mots Paix, Autorité, Compassion et Compétences, Travail et Espoir.
Idrissa Seck obtient un score de 0,9 % des voix. Il reconnait la victoire du président élu Bassirou Diomaye Faye,.

### Élections législatives 2024
Le 12 septembre 2024 au cours d'une adresse à la Nation, le président Bassirou Diomaye Faye annonce la dissolution de l'Assemblée nationale et convoque des élections législatives anticipées pour le 17 novembre 2024. Le 25 septembre 2024, le parti Rewmi d'Idrissa Seck annonce son alliance avec l'APR de Macky Sall, le PDS de Karim Wade ainsi que d'autres partis d'obédience libérale pour la création de la coalition Takku Wallu Sénégal (Ensemble sauvons le Sénégal) en vue de faire liste commune aux élections législatives de 2024. La coalition obtient 16 sièges à l'Assemblée nationale. Aucun membre du parti Rewmi ne fait partie des élus.
En février 2025, des sympathisants du parti Rewmi du Sénégal et de la diaspora lancent le Mouvement pour sauver le Sénégal (M2SS) avec pour objectif de préparer une candidature victorieuse de Idrissa Seck à l'élection présidentielle de 2029. Seck parraine le mouvement sans s'impliquer directement. Idrissa Seck s'est depuis l'élection présidentielle abstenu de tout commentaire sur la vie politique.